# Koordinatenachse
Koordinatenachsen sind herausgehobene Linien, die für Positionsangaben in Fläche oder Raum den Bezug liefern. Üblicherweise handelt es sich um gerade, sich schneidende Linien wie im kartesischen Koordinatensystem, die zusammen das Achsenkreuz bilden. Bei ebenen Objekten verwendet dieses
- die Abszissenachse (x-Achse), die horizontale (waagerechte) Koordinatenachse, und
- die Ordinatenachse (y-Achse), die darauf vertikale (senkrechte) Koordinatenachse.

Bei räumlichen Objekten kommt hinzu
- die Applikatenachse (z-Achse), die auf beiden anderen Achsen senkrechte Achse.

Hinweis: Auf Kreise als Bezugslinien, wie sie unser geographisches Koordinatensystem für „Länge“ und „Breite“ verwendet, findet der Begriff Koordinatenachse keine Anwendung.

Zwei Koordinatenachsen: y über x mit Skalenteilung (gemäß DIN 461)
Zwei Koordinatenachsen: y über x mit Koordinatennetz (gemäß DIN 461)
Drei Koordinatenachsen: Mit drei Ebenen, die jeweils zwei Achsen enthalten

Die Achsen geben den qualitativen oder auch quantitativen Rahmen an, in dem ein funktioneller Zusammenhang zwischen zwei Variablen in einem vorzugsweise ebenen rechtwinkligen Koordinatensystem veranschaulicht werden soll. Eine dritte Variable kann durch Parallelprojektion berücksichtigt werden oder als  Parameter in einer Kurvenschar oder in einem Kennlinienfeld.
Zur ersten Orientierung dient die Achsenbeschriftung mit den dargestellten Größen. Zur weiteren Orientierung hilft die Lage des Schnittpunktes der beiden Koordinatenachsen, der häufig, aber nicht zwingend der Nullpunkt des Koordinatensystems ist. Wegen abweichender Möglichkeiten sollte dieser markante Punkt stets an beiden Achsen beschriftet sein.
Die durch drei Ebenen eingeteilten Räume werden als Oktanten bezeichnet.